# Брук Шульц
Брук Шульц (англ. Brooke Schultz, 20 січня 1999) — американська стрибунка у воду.
Призерка Панамериканських ігор 2019 року.